# Joseph Simon
Joseph Simon (Bechtheim, 1851. február 7. – Portland, 1935. február 14.) az Amerikai Egyesült Államok szenátora (Oregon, 1898–1903).